# Стрельба прямой наводкой

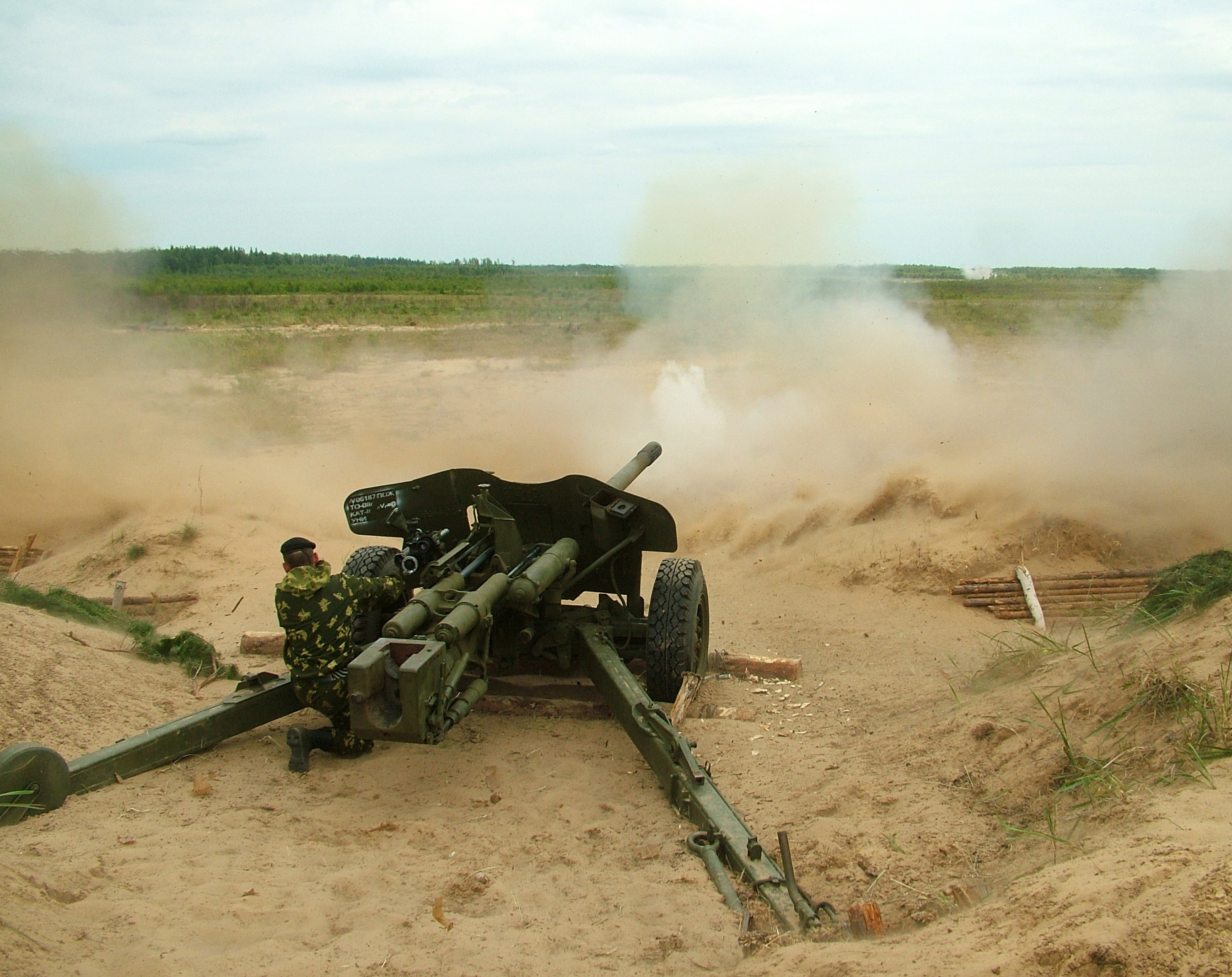
Пример стрельбы прямой наводкой.

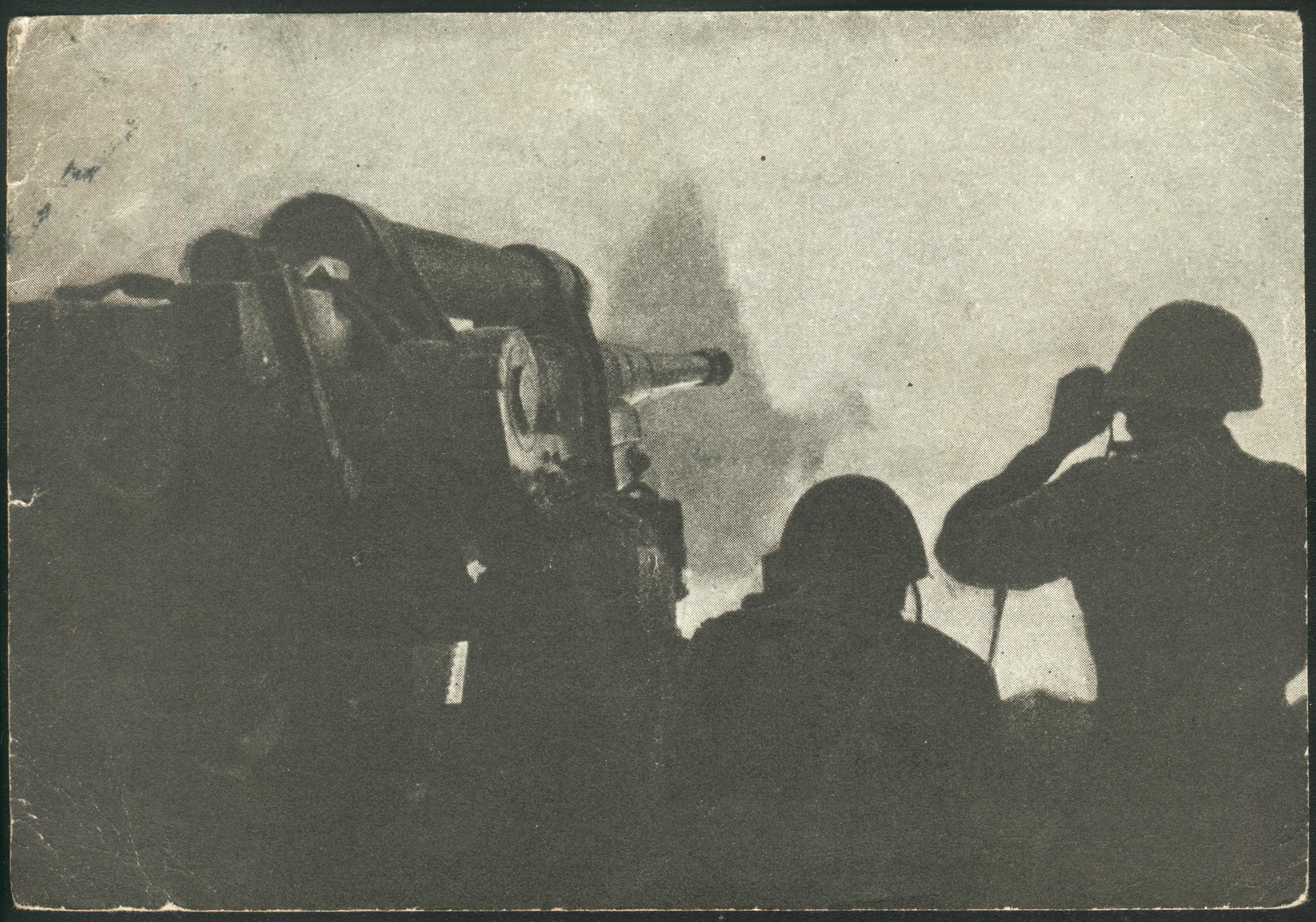
Стрельба прямой наводкой. Открытка НКО СССР 1942 год.

Стрельба прямой наводкой — стрельба по целям, наблюдаемым с огневой позиции, при которой наводка орудия или стрелкового оружия в цель осуществляется путём совмещения оптической оси (перекрестия) панорамы (марки оптического прицела) непосредственно с целью (при непосредственной наводке на цель через прорезь целика прицела и мушку).
В практике военного дела применяется также понятие прямой выстрел, которое ранее характеризовалось как стрельба из ручного огнестрельного орудия при условии, когда прицеливание осуществляется в середину 6-футовой мишени (стоящая пехота), и ни одна траектория из всего пучка не поднимается от горизонта выше роста человека (6 футов), а позднее, с совершенствованием прицела, с понятием прямого выстрела стало связано представление о дальности, получаемой при стрельбе из ручного огнестрельного оружия при непосредственной наводке через прорезь прицела и мушку без перестановки хомутика прицела, причём траектория пули на всём своём пути не поднимается выше среднего человеческого роста.

## История

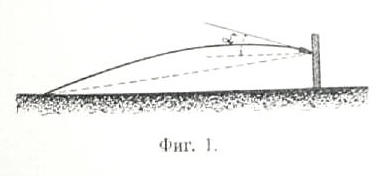
Отлогий или Настильный выстрел. «Военная энциклопедия И. Д. Сытина». Том 3, Санкт-Петербург, 1911 год.

До начала XX века стрельба прямой наводкой была основным, а точнее единственным способом ведения огня артиллерией, и называлась она  отлогий или настильный выстрел. Она применялась при обороне Москвы от хана Тохтамыша в 1382 году (первое официальное применение артиллерии на Руси), при штурме Нарвы и Полтавской битве в Северной войне, Бородинском сражении в 1812 году.
В XX веке, когда основным способом стрельбы артиллерии стала стрельба с закрытых огневых позиций, стрельба прямой наводкой не утратила своей актуальности. Только стрельба прямой наводкой позволяла разрушать ДОТы на линии Маннергейма. В Великой Отечественной войне основная масса немецких танков была уничтожена огнём артиллерии прямой наводкой. При прорыве блокады Ленинграда в 1943 году на Ленинградском фронте большая часть артиллерии была выведена на прямую наводку, что позволило советским войскам успешно форсировать Неву и прорвать оборону противника. При штурме Берлина даже орудия крупных калибров выводились на открытые огневые позиции.

## В современных условиях
Стрельба прямой наводкой применяется при стрельбе артиллерией с открытых огневых позиций, а также при стрельбе из танков.
Открытой огневой позицией называется огневая позиция, на которой орудия не укрыты от наблюдения наземного противника или, будучи укрытыми и замаскированными, становятся наблюдаемыми с начала ведения огня.
Наводка орудия называется прямой в тех случаях, когда она производится непосредственно по цели; для ведения огня прямой наводкой необходимо, чтобы наводчик видел цель.

В современных условиях для стрельбы прямой наводкой могут применяться все виды артиллерии:
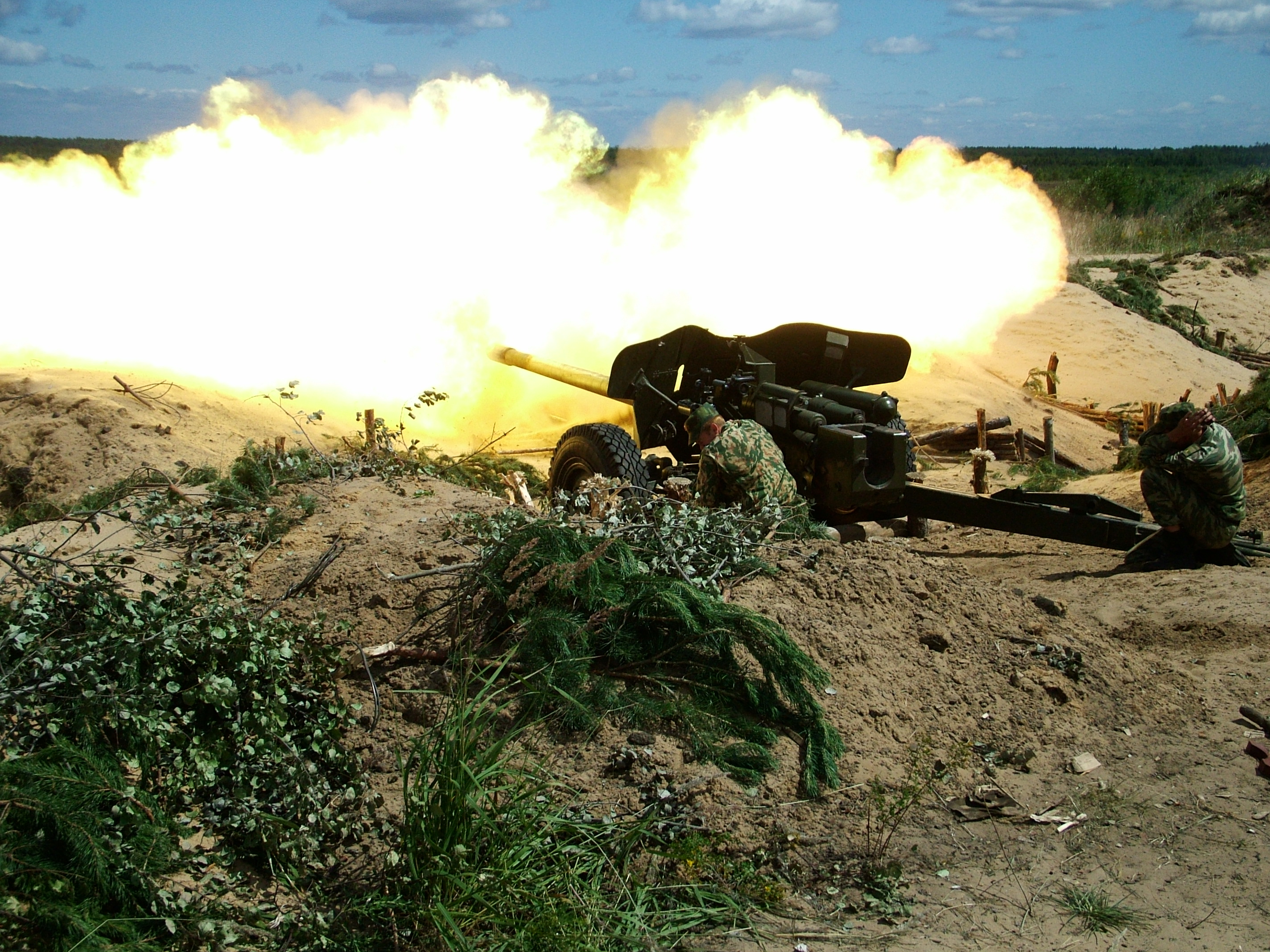
Пушечная
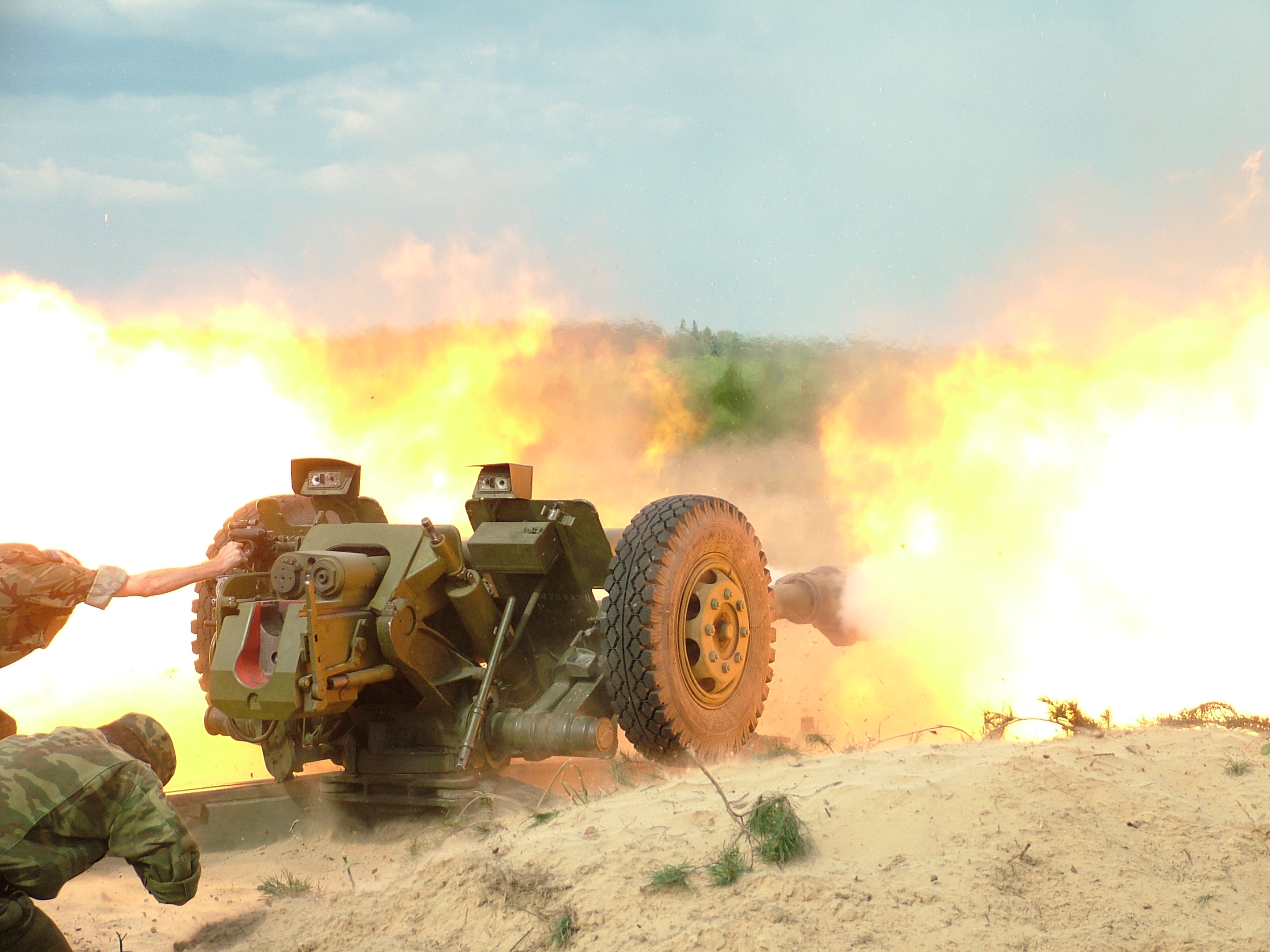
Гаубичная
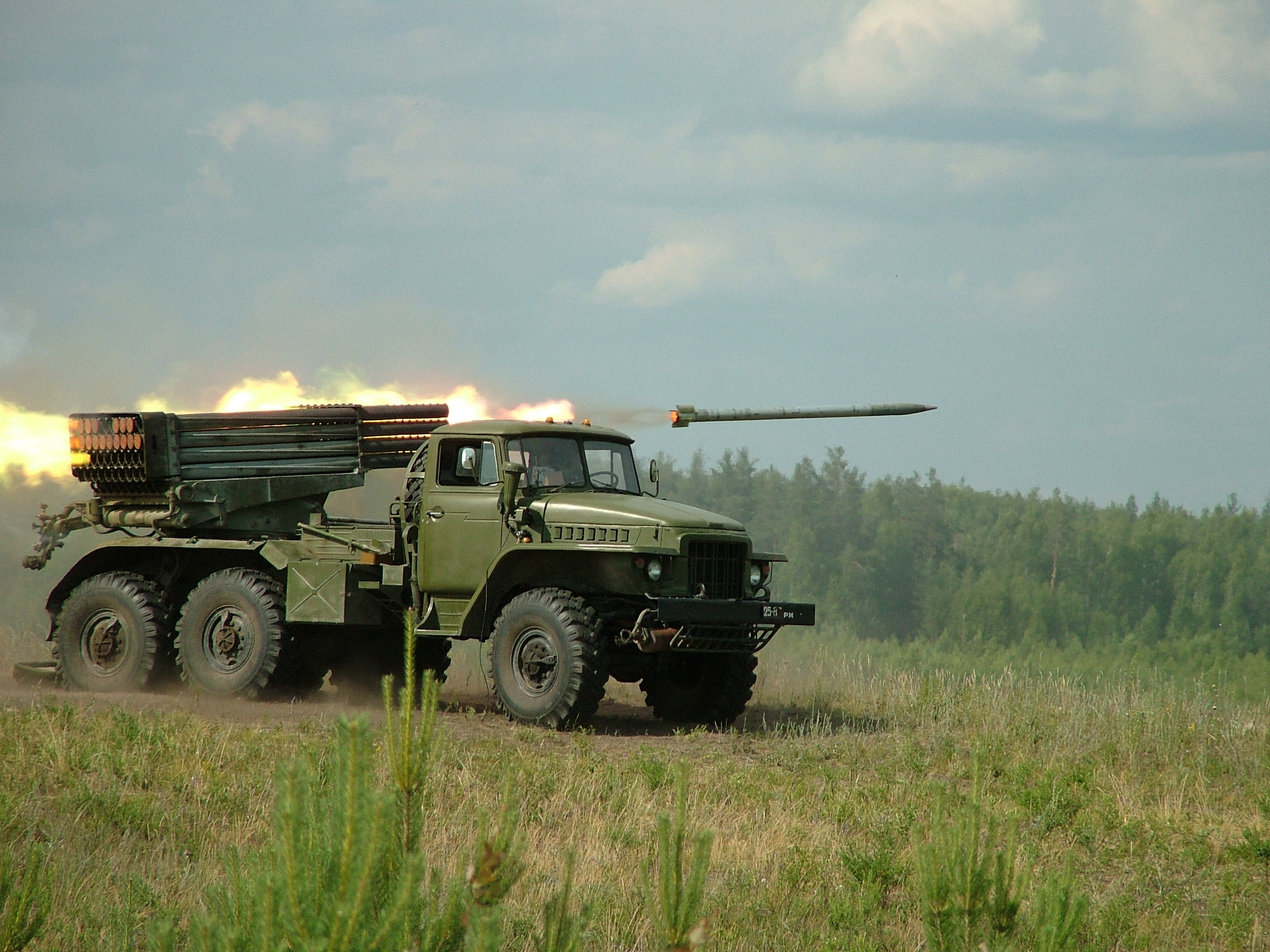
Реактивные системы залпового огня
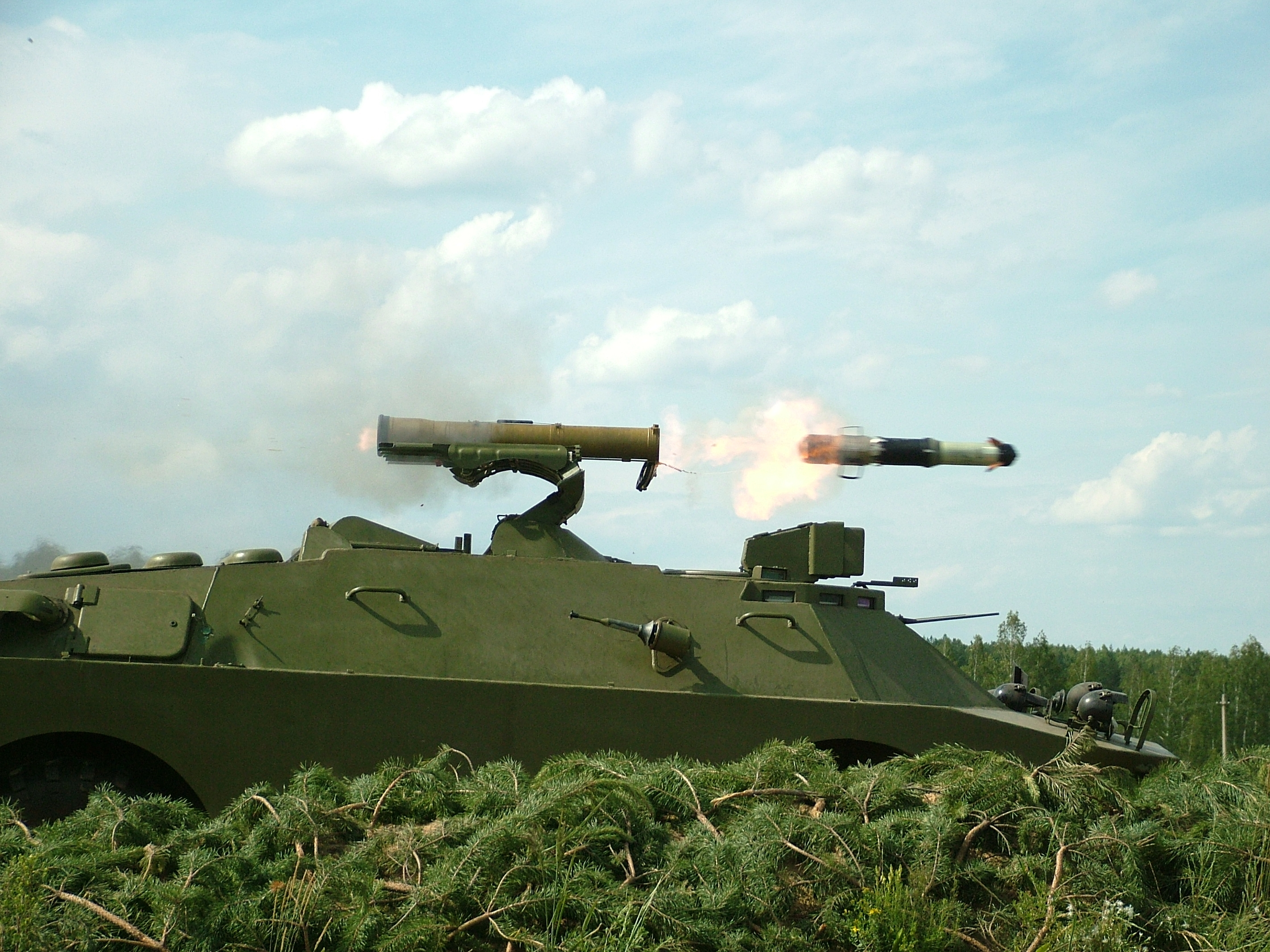
Самоходные противотанковые ракетные комплексы
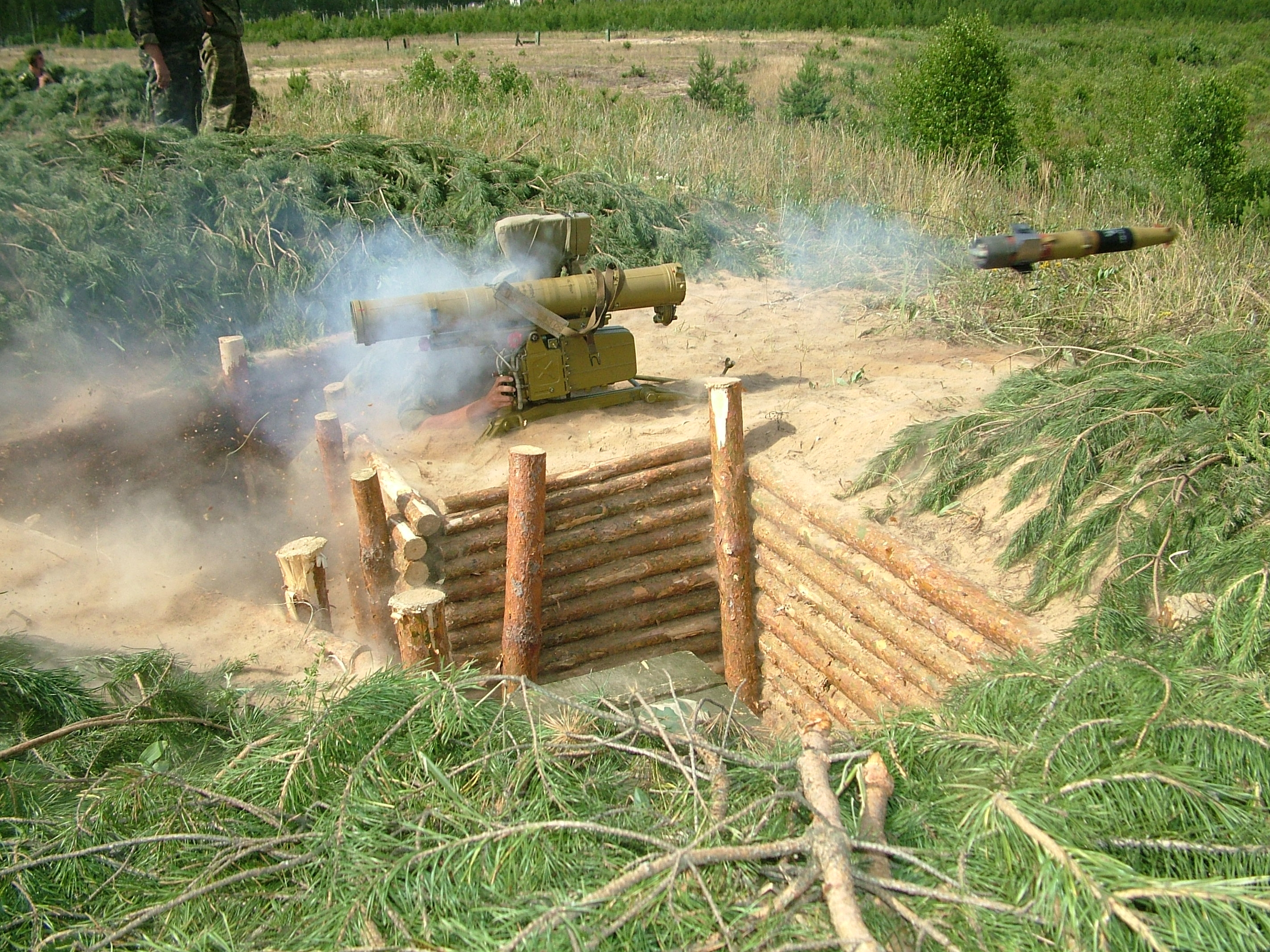
Переносные противотанковые ракетные комплексы

Даже орудия большой мощности, в частности 203,2-мм самоходная пушка 2С7, оснащены прицелами для стрельбы прямой наводкой.
Задачей стрельбы прямой наводкой в зависимости от характера цели, её важности и условий обстановки является уничтожение, разрушение или подавление цели.

При стрельбе прямой наводкой бронированные цели и открыто расположенную живую силу и огневые средства, как правило, уничтожают, а долговременные фортификационные сооружения — разрушают.
Стрельба прямой наводкой для артиллерии сухопутных войск — это, прежде всего, стрельба на небольшие дальности. Только в этом случае наиболее действительна стрельба на уничтожение огневых средств и техники противника и на разрушение его инженерных сооружений.
При стрельбе прямой наводкой на уничтожение или подавление цели будет расходоваться значительно меньше снарядов, чем при стрельбе с закрытой огневой позиции, и поставленные огневые задачи будут выполняться в более короткие сроки. Поэтому при стрельбе прямой наводкой орудие недолго задерживается на открытой огневой позиции и, следовательно, потери в личном составе и материальной части очень невелики.
При стрельбе прямой наводкой из орудий под установками для стрельбы понимают установку прицела, поправку направления, вводимую по шкале боковых поправок в оптический прицел или угломер панорамы механического прицела, и точку прицеливания.
Для того, чтобы назначить установку прицела, необходимо определить дальность до цели, выбрать снаряд с наиболее эффективными поражающим действием по цели и рассчитать поправки дальности на отклонение условий стрельбы от табличных.
При стрельбе по движущейся цели исчисленные установки определяют с учётом её бокового перемещения.
Орудие наводят в назначенную точку прицеливания, и первый выстрел производят на исчисленных установках.

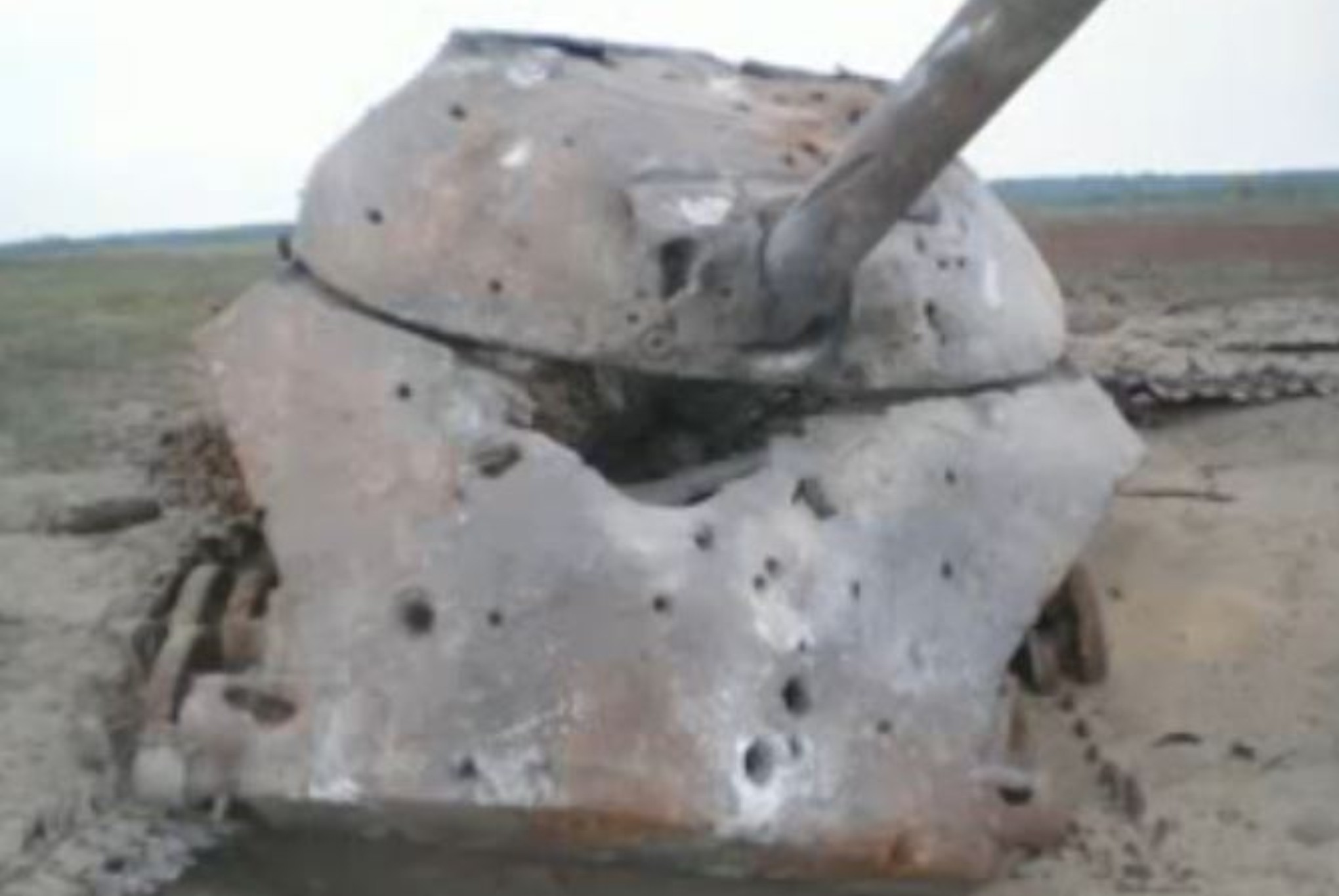

При попадании в цель, для уничтожения (разрушения) которой требуется несколько попаданий, продолжают стрельбу на тех же установках или изменяют точку прицеливания для обстрела непоражаемой части цели. Стрельбу ведут до выполнения огневой задачи.
Если получен промах, оценивают отклонение разрыва от цели по дальности в метрах и по направлению в делениях угломера, вводят в установки прицельных приспособлений корректуры, равные полученным отклонениям, взятым с противоположными знаками, и производят следующий выстрел.
Так ведут стрельбу по целям, находящимся от орудия на расстоянии меньше или равном дальности прямого выстрела.
Дальностью прямого выстрела называется наибольшая дальность стрельбы, при которой траектория снаряда на всём своём протяжении не поднимается выше цели. Как следует из определения, стрельба прямой наводкой может вестись как на дальность прямого выстрела, так и на бо́льших дистанциях. В последнем случае верхняя точка траектории снаряда превышает высоту цели.
Для примера, дальностью прямого выстрела, в начале XX века в 3-линейном (8 мм.) ружье была равна 600 шагам, в 4-линейном (11 мм.) ружье — 400 шагам.

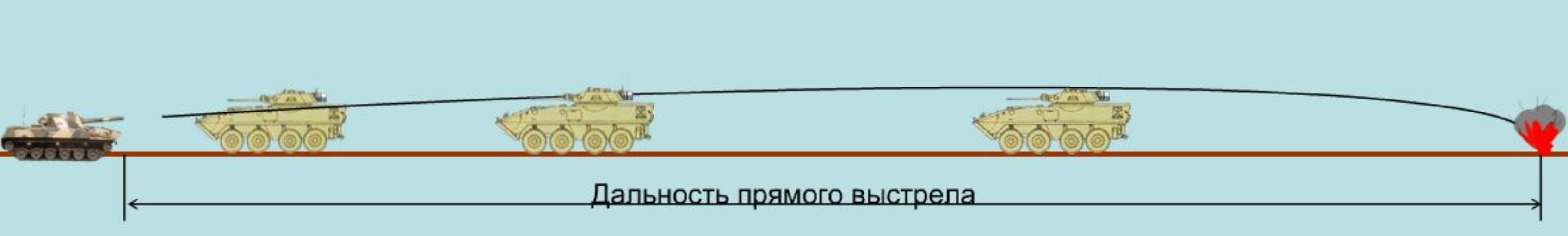

Стрельба может вестись полупрямой наводкой. Полупрямая наводка осуществляется наведением орудия по направлению непосредственно по цели, а в вертикальной плоскости как при стрельбе с закрытых позиций.